# کنت ایتو
کنت ایتو (انگلیسی: Kent Itō؛ ۱۸ اکتبر ۱۹۸۸ – ) صداپیشه، و خواننده اهل ژاپن بود.